# 北川矩一

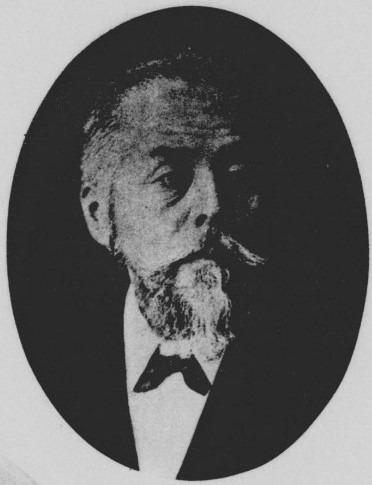
北川矩一

北川 矩一（きたがわ くいち、1845年5月9日（弘化2年4月4日）- 1918年（大正7年）8月3日）は、明治期の政治家、実業家。衆議院議員。初代宇治山田市（現・伊勢市）市長。旧姓・後藤。幼名・米次郎。

## 経歴
伊勢国多気郡大淀村（大淀町を経て現明和町）に後藤勝右衛門の次男として生まれる。漢学を学び、のち北川家に入婿した。1874年（明治7年）戸長となり、翌年には学区取締兼医師取締となった。1879年（明治12年）三重県会議員に選ばれ、副議長となり、1885年（明治18年）同議長となった。1890年（明治23年）の第1回衆議院議員総選挙で三重県第5区（当時）において大成会から立候補して当選した。しかし、翌1891年（明治24年）に辞職、政界から去った。
その後は、実業界に転じ、米穀取引所や山田銀行の設立に参加。重役となる。1897年（明治30年）参宮鉄道を設立し、社長となる。
1908年（明治41年）1月宇治山田市の発足により、初代市長に就任した。市長在任中は市役所や病院、学校の建設、道路や鉄道の整備、産業の振興に力を入れた。市長職は1913年（大正2年）1月まで務めた。1918年（大正7年）8月3日に死去した。